# Educação na Guiné-Bissau
A educação na Guiné-Bissau assenta num sistema educativo influenciado pelo domínio colonial português. Possui elevadas carências

## Constrangimentos
O sistema educativo da Guiné-Bissau caracteriza-se pela precariedade e desajustamento face às necessidades das suas populações. Isto deve-se essencialmente à fraca percentagem orçamental destinada à educação.
Verificam-se fortes desigualdades no acesso à educação, nomeadamente associado ao género, com uma elevada discrepância entre o sexo masculino e o feminino, e associado à localização geográfica, com uma diferenciação entre o meio urbano (essencialmente a capital Bissau) e o meio rural.
| Regiões                  | Taxa de analfabetismo nas mulheres (em 2004) | Taxa de analfabetismo nos homens (em 2004) |
| ------------------------ | -------------------------------------------- | ------------------------------------------ |
| Tombali                  | 92,4%                                        | 87,3%                                      |
| Quinara                  | 91,3%                                        | 88,9%                                      |
| Biombo                   | 91,0%                                        | 88,8%                                      |
| Bolama                   | 78,2%                                        | 74,1%                                      |
| Bafatá                   | 92,6%                                        | 92,1%                                      |
| Gabú                     | 92,6%                                        | 92,1%                                      |
| Cacheu                   | 87,3%                                        | 82,3%                                      |
| Setor Autónomo de Bissau | 49,8%                                        | 37,8%                                      |
| Oio                      | 95,5%                                        | 94,2%                                      |
| Total                    | 83,3%                                        | 76,2%                                      |

Os recursos materiais e humanos são escassos, assim como as infraestruturas capazes de assegurar as necessidades da comunidade escolar e de materiais didáticos, tanto para os professores, como para os alunos.
Por outro lado, a falta de qualificação dos professores em serviço é um obstáculo às condições ensino/aprendizagem. Estudos indicam que 60% dos professores em exercício não têm formação inicial.
Por último, num país onde são faladas mais de vinte e cinco línguas étnicas, assiste-se à imposição da Língua Portuguesa nas escolas, em detrimento de um sistema bilingue. A maioria dos alunos, antes de frequentarem a escola, raramente ou nunca tiveram um contacto direto com o português, uma vez que no seio familiar a língua
utilizada é o crioulo ou as respetivas línguas étnicas.

## Tipologias de escolas
Na Guiné-Bissau existem cinco tipologias de escolas:
- Públicas: geridas pelo Estado, são em geral incapazes de garantir o acesso universal e não possuem os meios essenciais para o desenvolvimento das suas funções;
- Privadas: criadas e mantidas por iniciativa privada;
- Madrassas: escolas confessionais de âmbito islâmico, criadas e mantidas pelas autoridades dessa religião;
- Comunitárias: escolas de acordo com a comunidade, existindo uma parceria entre o Estado, as ONG e as comunidades, visando melhorar e alargar a oferta educativa;
- Auto-gestão: integram um modelo de organização assente numa co-gestão por três parceiros: a comunidade, a Missão Católica e o Ministério da Educação.